# ISO 3166-2:SZ
ISO 3166-2:SZ is een ISO-standaard met betrekking tot de zogenaamde geocodes. Het is een subset van de ISO 3166-2 tabel, die specifiek betrekking heeft op Swaziland.
De gegevens werden tot op 26 november 2018 geüpdatet op het ISO Online Browsing Platform (OBP). Hier worden 4 regio’s - region (en) / région (fr) – gedefinieerd.
Volgens de eerste set, ISO 3166-1, staat SZ voor Swaziland, het tweede gedeelte is een tweeletterige code.

## Codes
| Code  | Naam       |
| ----- | ---------- |
| SZ-HH | Hhohho     |
| SZ-LU | Lubombo    |
| SZ-MA | Manzini    |
| SZ-SH | Shiselweni |